# Électroménager
 (novembre 2023).

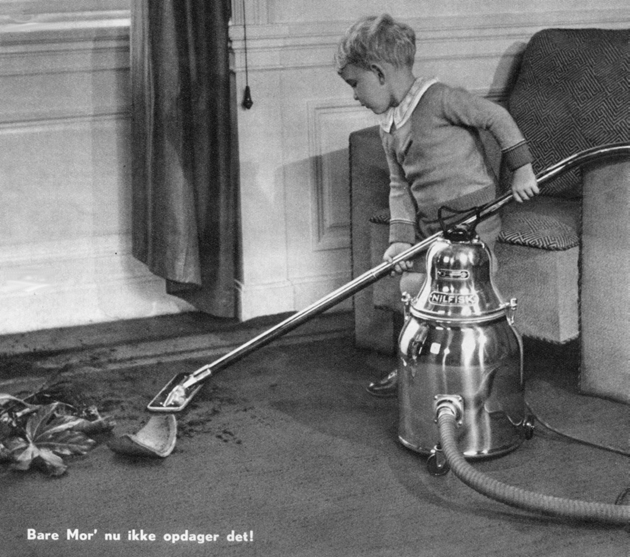
Publicité danoise pour un aspirateur, 1935.

Le terme électroménager caractérise tous les appareils et outils utilisant l'électricité et destinés à assurer des besoins domestiques, par opposition aux outils et machines industriels.

## Histoire
L'électroménager est apparu au début du XXe siècle aux États-Unis. En un siècle d'évolution la cuisine est devenue la pièce de la maison où les innovations ont été les plus importantes, révolutionnant les arts ménagers.
- Les années 1930 voient l'arrivée des premiers réfrigérateurs, machines à laver et autres gazinières.
- Dans les années 1960–70 les cuisines sont de plus en plus organisées et on observe l'apparition de premiers plans de travail unique où sont encastrés les premiers appareils électroménagers comme le lave-linge.
- Les années 1980–90 sont marquées par les progrès techniques de l'électroménager, notamment la maîtrise des odeurs et des buées. Elles sont aussi marquées par la personnalisation des appareils et notamment dans leurs couleurs et formes.
- Les années 2010 signent l'apparition de l'électroménager dans le domaine des objets connectés

## Secteurs
Il est impossible de parler de l'électroménager sans évoquer les secteurs de cette industrie, et dont il faut différencier le matériel, distingués en langue française selon leur couleur d'origine :
- Blanc pour le matériel de cuisine, de cuisson, de froid et de lavage ou nettoyage du linge et des objets domestiques et du quotidien[2] ;
- Brun pour le matériel touchant à l'image et au son ;
- Gris qui concerne la téléphonie ou les fax, les ordinateurs et tous leurs périphériques ;
- Rouge pour les appareils de destruction.
- Jaune pour les appareils de nettoyage des salissures.
- Bleu concerne toutes les machines qui utilisent des produits oxydants.

L'utilisation de cette typologie apparue dans les années 1970 tend à disparaître dans le grand-public et auprès des professionnels. Les couleurs choisies pour ces catégories s'inspiraient de celles des équipements de l'époque.

## Divisions et matériels électroménagers
Le terme électroménager est également associé par la profession au terme « blanc », subdivisable en deux catégories :
- Petit électroménager (PEM) ;
- Gros électroménager (GEM) ;
- Classe TSEC (Technicien Services de l'Électroménager Connecté). [réf. nécessaire]

### Petit électroménager
Il touche les appareils de petites tailles. Ceux-ci servent en général pour :
| Préparation culinaire - Barbecue - Bouilloire - Centrifugeuse pour fruits et légumes - Cuiseur de riz (auto-cuiseur de riz) - Cuit vapeur - Fouet électrique - Grille-pain - Machine à pain - Mixeur - Multicuiseur - Pierrade - Presse-agrumes - Robot de cuisine ou multifonctions - Service à raclette - Wok | Hygiène et soin du corps - Pèse-personne - Brosse à dents et Hydropulseur - Épilateur - Rasoir - Sèche-cheveux Préparation du café - Cafetière - Expresso - Moulin à café | Entretien des sols - Aspirateur - Cireuse - Nettoyeur à vapeur - Tondeuse robot Repassage - Centrale vapeur - Fer à repasser - Presse à repasser - Rouleau à repasser - Table à repasser |

### Gros électroménager
Il concerne les appareils de plus grande taille qui touche :
| La cuisson - Cuisinière - Four micro-ondes - Four traditionnel - Four à vapeur - Cuisinière à gaz - Hotte aspirante - Plaque de cuisson - Électrique classique - Vitrocéramique - À induction | Le lavage - Lave-linge - Lave-vaisselle - Sèche-linge | Le froid - Cave à vin - Congélateur - Réfrigérateur - Climatiseur mobile et monobloc |

## Pollution
La décharge géante de matériel électronique d'Agbogbloshie, dans la banlieue d'Accra au Ghana, a été classée parmi les 10 sites les plus pollués au monde par la Croix verte internationale, lors d'un rapport établi en 2013. Quarante-mille personnes sont exposées à la pollution au plomb, au mercure et au cadmium. Ces déchets électroniques proviennent de manière illégale mais tolérée, d'Europe et des États-Unis, pour s’épargner un recyclage ou un retraitement des appareils sur leur territoire, souvent jugé trop coûteux. L'objectif de cette décharge au Ghana est de récupérer le cuivre, souvent effectué par des enfants, pour être revendu à l'étranger.

## Réglementation
- À la suite de la directive de l'Union européenne 92/75/CEE du Conseil du 22 septembre 1992, la plupart des appareils électroménagers, les ampoules électriques doivent avoir une étiquette-énergie.

- Le National Appliance Energy Conservation Act de 1987 (Loi nationale sur la conservation de l'énergie des appareils ménagers - NAECA; est une Loi du Congrès des États-Unis qui régule la consommation d'énergie de certains appareils ménagers.
- Selon le règlement (UE) 2017/1369 du parlement européen et du conseil du 4 juillet 2017, pour une meilleure orientation du consommateur sur son achat de produit électronique la commission à décider de supprimer les classes énergies A+++,A++ et A+. en gardant les classes de A à G. À l'horizon 2021[6].

## Obsolescence et réparation
Une étude conduite par l'association Halte à l'obsolescence programmée (HOP), portant sur un panel de 900 utilisateurs, montre que la durée moyenne d'usage de leurs lave-linge est passée de dix ans pour des appareils remplacés en 2010 à sept ans pour des appareils remplacés en 2018.
L'autoréparation d'électroménager par les utilisateurs à l'aide de conseils ou de services d'assistance en ligne (tutos, chatbot, fiches d'autodiagnostic, etc.) ; la réparation assistée par visioconférence sur le smartphone de l'utilisateur ; l'achat de pièces en magasins ou sur des sites web spécialisés ou en ligne, en atelier de réparation ou dans des ateliers solidaires, par ou avec l'aide de techniciens spécialisés ou de particuliers compétents, ont connu un véritable essor depuis la fin des années 2010,. Selon une étude Ipsos-Sopra Steria réalisée pour le site Internet eBay publiée en 2023, six Français sur dix (63 %) déclarent essayer de réparer eux-mêmes des équipements électriques lorsqu’ils tombent en panne.
Indépendamment de la facilité à réparer ou non, de nombreuses entreprises proposent des services d'autoréparation ou de réparation,. Les grandes enseignes de distribution d'électroménager, dont certaines étaient déjà connues pour leurs services de réparation se sont également mises à proposer des services d'autoréparation à leurs clients pour les encourager à réparer leur électroménager en panne après le délai de garantie.
En 2022, le gouvernement français a lancé le site internet « Longue vie aux objets » qui permet aux particuliers et aux entreprises d'identifier des professionnels à proximité pour partager, acheter d'occasion, réparer, donner, revendre, etc. leurs objets de toutes sortes.
Le marché de la réparation d'électroménager attire les investisseurs,, mais au début des années 2020 souffre d'une pénurie de techniciens réparateurs,.

## Indice de réparabilité
La loi antigaspillage pour une économie circulaire propose un indice de réparabilité. Depuis début 2021, cet indice attribue une note sur 10 à différents produits, en fonction de leur facilité de démontage, de la disponibilité des pièces détachées et de leur prix. L'indice de réparabilité est appelé à évoluer en 2024 en indice de durabilité. L'objectif du Gouvernement français concernant la réparation est qu'en 2025, 60 % des appareils électriques et électroniques puissent être réparés.